# Karl Malone
Pour les articles homonymes, voir Malone.
Karl Anthony Malone, né le 24 juillet 1963 à Summerfield dans l'État de Louisiane, est un joueur professionnel de basket-ball considéré comme l'un des meilleurs ailiers forts de l'histoire de la National Basketball Association (NBA).
Surnommé « le Mailman », car il marquait avec la régularité d’un facteur distribuant son courrier, il a passé ses 18 premières saisons, de 1985 à 2003, avec le Jazz de l'Utah et a formé un formidable duo avec son coéquipier John Stockton. Il a joué une dernière saison au sein des Lakers de Los Angeles avant de prendre sa retraite sportive. Malone est réputé pour son style de jeu musclé, il est avec Shaquille O'Neal, l'un des joueurs les plus puissants de la ligue. Durant ses 18 saisons à Utah, il ne manque que 9 matchs sur 1 434, le plus souvent sur suspension.
Il a remporté à deux reprises le titre de NBA Most Valuable Player, a été sélectionné 14 fois au NBA All-Star Game et élu 11 fois au sein de la All-NBA First Team. Avec 36 928 points inscrits en dix-neuf saisons, de 1985 à 2004, il est le troisième meilleur marqueur de l'histoire de la NBA derrière Lebron James et Kareem Abdul-Jabbar. Il est également le meilleur marqueur de lancers francs de l'histoire, avec 9 787 réalisations.
Malone jouait au basket à l’Université de Louisiana Tech. Au cours de ses trois saisons avec Louisiana Tech, il a mené l’équipe des Bulldogs à son tout premier tournoi de la NCAA en 1984 et à la première place de la conférence de Southland en 1985. Le Jazz de l'Utah a sélectionné Malone en 1985 avec le 13e choix au premier tour. Malone a participé aux playoffs NBA chaque saison de sa carrière, y compris aux finales NBA en 1997 et 1998 avec le Jazz. Il a joué sa dernière saison avec les Lakers de Los Angeles, avec qui il a joué sa troisième finale en 2004. Malone a également concouru avec l’équipe nationale des États-Unis aux Jeux olympiques d’été de 1992 et de 1996, où il a remporté la médaille d’or à chaque compétition.
Après avoir pris sa retraite NBA, Malone s’est joint au personnel de l’équipe de basket-ball des Bulldogs de Louisiana Tech en 2007 et a été intronisé deux fois au Basketball Hall of Fame, en 2010 pour sa carrière individuelle, et en tant que membre de la Dream Team des États-Unis aux Jeux Olympiques de 1992.
En dehors du basketball, Malone a été critiqué pour sa vie personnelle, notamment pour avoir mis enceinte une fille de 13 ans alors qu'il en avait 20,.

## Jeunesse et carrière universitaire
Malone est le plus jeune garçon d'une famille de neuf enfants. Durant sa jeunesse, il vit dans une ferme avec sa mère célibataire, Shirley. Son père Shedrick Hay élevait une famille avec une autre femme avec qui il s'était marié. il se suicida alors que Karl n'avait que 14 ans ; Karl n'évoquera ce suicide qu'en 1994. Enfant, Karl travaille à la ferme, coupe des arbres, chasse et pêche. Il ira au lycée de Summerfield et mènera l'équipe de basketball à trois titres Louisiana Class C de 1979 à son année senior en 1981. Bien qu'ayant été recruté par Eddie Sutton, coach de l'équipe de basketball d'Arkansas, Malone s'inscrit à l'université de Louisiana Tech, qui était plus proche de chez lui. Il ne joignit les Bulldogs de Louisiana Tech que lors de sa deuxième année car les notes de sa première année furent trop basses pour être admis dans l'équipe. Lors de sa deuxième saison, Malone atteignit des moyennes de 18,7 points et 9,3 rebonds par match. Lousiana Tech finira la saison 1984-1985 avec un bilan de 29 victoires pour 3 défaites. Ils finirent à la première place de la Southland Conference et accédèrent au tournoi NCAA pour la première fois de l'histoire de l'université. Ils finirent en demi-finales régionales. Dans chacune de ses trois saisons à Louisiana Tech, Malone fut sélectionné dans l'équipe All-Southland.

## Carrière NBA

### Premières années (1985-1987)
Malone est sélectionné en treizième position de la Draft 1985 de la NBA par le Jazz de l'Utah. Selon sa biographie officielle, si les recruteurs avaient correctement prédit l'impact que Malone allait avoir sur la NBA, il aurait été choisi bien plus haut que le treizième choix de la draft. En fait, Malone était tellement sûr d’être en huitième position par les Dallas Mavericks, qu'il avait déjà loué un appartement à Dallas. Au lieu de cela les Mavericks sélectionnèrent Detlef Schrempf.
Sous l’entraîneur Frank Layden, Malone a obtenu en moyenne 14,9 points et 8,9 rebonds lors de sa première saison et a fait partie du All-Rookie First Team après avoir terminé troisième au vote du Rookie de l’année. Pour la troisième saison consécutive, le Jazz a participé aux playoffs NBA, mais a perdu au premier tour des playoffs 1986 contre les Mavericks de Dallas. Dans les quatre matchs, Malone a amélioré sa marque avec une moyenne de 20 points par match. Après sa deuxième saison, Malone est devenu le leader du Jazz en moyenne de points (21,7 par match) et rebonds (10,4 par match).

### Statut de All-Star et leader offensif (1986-1997)
Au cours de la saison 1987-1988, Malone était à la base du jeu offensif et John Stockton était le meneur de l’équipe. Malone a fait son premier All-Star Game en 1988 avec 27,1 points par match, et a fait son apparition dans le All-NBA Team à la fin de la saison. Ce fut la première des 14 apparitions consécutives au All-Star Game pour Malone. Le Jazz a terminé à 47-35, troisième dans la division Midwest, et a défait les Trail Blazers de Portland au premier tour des playoffs. Au tour suivant, les champions en titre, les Lakers de Los Angeles, menés par les stars Magic Johnson, James Worthy et Kareem Abdul-Jabbar, ont défait le Jazz en sept matchs. Dans le septième match de la série, Malone a marqué 31 points et a capté 15 rebonds, mais les Lakers ont battu le Jazz 109-98. En 11 matchs, Malone a obtenu en moyenne 29,7 points et 11,8 rebonds.

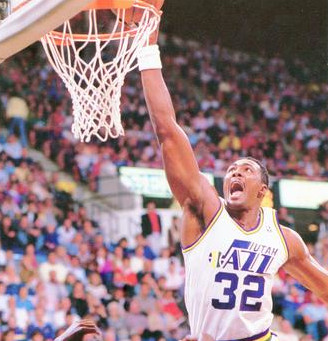
Karl Malone en 1988.

Malone a signé un contrat de dix ans au cours de l’intersaison de 1988 d’une valeur de 18 millions de dollars. En décembre 1988, Jerry Sloan succède à Layden au titre d’entraîneur et devient président de l’équipe. Malone a obtenu en moyenne 29,1 points en 1988-1989, ce qui lui a valu la deuxième place dans la NBA, derrière Michael Jordan, et 10,7 rebonds. Lors du All-Star Game 1989, Malone a terminé avec 28 points, 9 rebonds et 3 passes décisives pour remporter son premier titre de MVP du All-Star Game. Le Jazz a terminé à 51-31, mais a été balayé en trois matchs au premier tour des playoffs par les Warriors de Golden State. Cette saison a été la première pour Malone avec l’honneur de la All-NBA First Team.
Au cours de la saison 1989-1990, Malone a porté sa marque à 31 points et 11,1 rebonds par match et a de nouveau été sélectionné dans la All-NBA First Team. Dans le premier match de la saison, Malone a enregistré 40 points, 16 rebonds et 5 passes décisives dans une victoire de 122-113 sur les Nuggets de Denver. Le 22 décembre 1989, Malone a enregistré 52 points et 17 rebonds dans une victoire 114-100 sur les Hornets de Charlotte. Le 27 janvier 1990, Malone a inscrit son record en carrière avec 61 points dans une victoire de 144-96 contre les Bucks de Milwaukee. Il a marqué 21 tirs sur 26 et 19 des 23 lancers francs. Il s’agit du plus grand nombre de points marqués par un joueur du Jazz depuis que l’équipe a quitté La Nouvelle-Orléans pour l’Utah. Bien que Malone a été sélectionné au All-Star Game pour la troisième saison consécutive, en raison d’une blessure à la cheville, il a manqué le match. Le Jazz, qui a terminé la saison à 55-27, a perdu contre les Suns de Phoenix en cinq matchs lors du premier tour des playoffs 1990, où Malone a obtenu en moyenne 25,2 points et 10,2 rebonds. Pour la deuxième saison consécutive, Malone a terminé deuxième de la ligue en points par match derrière Michael Jordan.
Du 19 janvier au 4 mars 1991, Malone a mené le Jazz au scoring 19 matchs d’affilée, après avoir commencé la saison 1990-1991 à 7-8, l’équipe a gagné 21 des 30 matchs suivants en janvier et février 1991. Malone a marqué 16 points et a pris 11 rebonds au All-Star Game 1991, sa quatrième apparition consécutive pour l’Ouest, et en moyenne 29,0 points et 11,8 rebonds par match lors de la saison régulière. En quatre matchs, le Jazz a éliminé les Suns de Phoenix au premier tour des playoffs 1991, mais a perdu contre les Trail Blazers de Portland au second tour. Malone a fait partie de la All-NBA First Team pour la troisième saison consécutive.
Comme il l’avait fait en 1989-1990, Malone a terminé la saison 1991-1992 en étant deuxième de la ligue au scoring, avec une moyenne de 28,0 points par match. Il a fait la All-NBA First Team pour la quatrième année consécutive. C’était aussi une saison de grande envergure pour le Jazz puisque pendant les playoffs 1992, l’équipe a atteint la finale de la conférence Ouest pour la première fois de l’histoire de la franchise. Malone a marqué 40 points ou plus sur cinq matchs cette saison. Le 14 décembre 1991, alors que le Jazz joue contre les Pistons de Détroit, Malone assène un coup de coude sur le front Isiah Thomas des Pistons. Thomas avait besoin de 40 points de suture sur l’œil, et la NBA a suspendu Malone pour le prochain match et lui a infligé une amende de 10000 $. Lors de sa toute première apparition en finale de conférence, en six matchs, le Jazz a perdu, pour la deuxième saison consécutive, contre les Trail Blazers de Portland. Malone a obtenu en moyenne 29,1 points à 52,1% au tir et 11,9 rebonds lors des séries éliminatoires de 1992.
Tout au long des années 1990, Malone a affiché des statistiques exceptionnels : en 1992-1993, il a affiché en moyenne 27,0 points et 11,2 rebonds par match, puis 25,2 points et 11,5 rebonds en 1993-1994, puis 26,7 points et 10,6 rebonds en 1994-1995, et 25,7 points et 9,8 rebonds en 1995-1996. La complicité du duo est sans failles, ils sont tous deux membres de la Dream Team originelle qui écrase la concurrence aux Jeux olympiques de 1992, remportant une médaille d’or. Malone a néanmoins exprimé son opposition envers Magic Johnson, récemment séropositif au VIH et retraité de la NBA en 1991, à faire un retour dans la ligue. Le point de vue de Malone divergeait de celui de ses coéquipiers des Jeux olympiques et des Lakers de Los Angeles, et la NBA a mis en œuvre des précautions liées au sida après la révélation de Johnson. Le 4 février 1993, dans un match contre les Lakers, Malone a dépassé les 16 000 points en carrière. Lui et son coéquipier John Stockton sont élus co-MVP du All-Star Game 1993 à Salt Lake City. Dans la victoire 135-132 en prolongation, Malone a marqué 28 points et a capté 10 rebonds.
Malone a commencé les 82 matchs de la saison 1993-1994 et a aidé le Jazz à accéder à la finale de conférence pour la deuxième fois dans l’histoire de la franchise et de sa carrière. Dans sa 9e saison, Malone a mené le Jazz au scoring (25,2), rebond (11,5), et les contres (126), et a joué 3 329 minutes, le deuxième plus gros total cette saison dans la ligue, derrière Latrell Sprewell avec 3 533 minutes. Le 29 mars 1994, Malone a capté 23 rebonds, un record en carrière, mais le Jazz a perdu contre les Warriors de Golden State 116-113. Le futur champion de la NBA, les Rockets de Houston, a éliminé le Jazz lors de la finale de conférence en cinq matchs. Bien que Malone ait marqué 32 points dans la défaite 104-99 du match 2, avec les 18 points de Stockton, eux et le Jazz n’étaient pas de taille pour les Rockets avec le pivot Hakeem Olajuwon.
Pour la première fois dans l’histoire de l’équipe, en 1994-1995, le Jazz a remporté 60 matchs. En outre, l’équipe a remporté 15 matchs consécutifs à l’extérieur. Malone marque 26,7 points par match, est classé quatrième dans la NBA, puis il est devenu le 19e joueur de la NBA à atteindre 20 000 points en carrière le 20 janvier 1995. Lors des playoffs 1995, le Jazz a une nouvelle fois perdu contre les Rockets de Houston, cette fois au premier tour.
Le 13 janvier 1996, Malone renouvelle son contrat avec le Jazz. La franchise atteindra encore une fois les finales de conférence, mais perdront face aux SuperSonics de Seattle.

### Participations aux finales NBA (1996-1998)
Malone revient d’une médaille d’or aux Jeux olympiques d’été de 1996 menant le Jazz à deux participations consécutives aux finales de la NBA.
Au cours de la saison 1996-1997, Malone cumule 27,4 points par match tout en menant le Jazz à un bilan de 64-18, la meilleure saison régulière de l’histoire de l’équipe. Malone a remporté son premier titre de NBA Most Valuable Player (MVP), et le Jazz a été la meilleure équipe de la conférence Ouest. Après avoir balayé les Clippers de Los Angeles et battu les Lakers de Los Angeles, le Jazz a affronté les Rockets de Houston, menés par le trio vieillissant Hakeem Olajuwon, Charles Barkley et Clyde Drexler. Le Jazz les a battus en six matchs (la dernière victoire venant d’un tir à la dernière seconde de Stockton). Malone a finalement atteint les finales NBA 1997, où ils a joué les Bulls de Chicago menés par Michael Jordan. Les Bulls ont remporté les deux premiers matchs au United Center. Malone a lutté sur le terrain, marquant 6 tirs sur 20 pour 20 points dans le match 2. Cependant, le Jazz a remporté les deux matchs suivants au Delta Center derrière les 37 points de Malone dans le match 3 et 23 dans le match 4, y compris un lay-up en contre-attaque à la dernière minute, sur une passe spectaculaire de Stockton. Les Bulls ont remporté les deux matchs suivants et la finale, avec Malone ayant des difficultés sur la ligne des lancers-francs dans le match 6.
La saison suivante a vu le Jazz une fois de plus dominer à l'Ouest. Malone a marqué 27 points par match et vient de manquer son deuxième titre de MVP, aux dépens de Jordan. Néanmoins, le Jazz affiche un solide bilan de 62-20, qui est le meilleur de la NBA. Le Jazz a de nouveau pris place au sommet de la conférence, et lors des playoffs 1998, ils ont défait les Rockets, Spurs et Lakers pour accéder à leur deuxième finale NBA consécutive en 1998. La revanche avec les Bulls de Chicago commença différemment, car Malone a marqué 21 points et le Jazz a remporté le match 1, 88-85. Malone se trouva incapable de marquer de manière régulière et constante, en raison de la défense incessante des joueurs comme Dennis Rodman et Scottie Pippen. Dans le match 5 de la finale, Malone a mené le Jazz avec 39 points et le Jazz a battu les Bulls 83-81 à Chicago. Malone a marqué ses 39 points en 17 tirs sur 27 et a également pris 9 rebonds et fait 5 passes décisives.
Le sixième match de la finale a eu lieu au Delta Center à Salt Lake City, et en étant mené 2-3, l’équipe était à une défaite de perdre la finale. Malone a marqué 31 points et a pris 11 rebonds. Bien que le Jazz ait tenu les devants, 49-45 à la mi-temps et 66-61 après le troisième quart, l’équipe a gaspillé son avance au quatrième quart-temps. À 18,9 secondes de la fin du quatrième quart, avec le Jazz en tête 86-85, Michael Jordan a intercepté le ballon qui venait d'arriver dans les mains de Malone et, à 5,2 secondes de la fin, a marqué un tir qui a donné aux Bulls une avance de 87-86. John Stockton a raté le tir suivant et le Jazz échoue une nouvelle fois en finale.

### Dernières saisons avec le Jazz (1998-2003)
Le 12 novembre 1998, pendant le lock-out qui a raccourci la saison 1998-1999, Malone a déclaré dans une émission de radio de Los Angeles qu’il exigerait un transfert du Jazz après la fin du lock-out, invoquant un manque de respect de la part du propriétaire de l’équipe, Larry H. Miller, et des médias de l’Utah. Une semaine plus tard, Malone a renoncé à ses revendications commerciales, déclarant dans une interview qu’il aimerait toujours jouer pour le Jazz. La saison régulière de la NBA a repris en février et Malone a remporté son deuxième titre de MVP, le Jazz affichant un bilan de 37-13 sur les 50 matchs de la saison régulière. Ils perdirent au second tour des playoffs cette année-là, aux mains des Trail Blazers de Portland et, pendant plusieurs années, le Jazz se retira de la course au titre. Le Jazz a remporté le match 5 contre les Blazers, 88-71 pour forcer un sixième match, et Malone a marqué 23 points. Dans ce match, Malone a donné un coup de coude à Brian Grant des Blazers, ce qu’il a également fait dans le match 1 et pour lequel il a reçu une amende de 10 000 $. Malgré le déclin de son équipe et son âge avancé, Malone a obtenu en moyenne 25,5, puis 23,2, puis 22,4 et enfin 20,6 points par match au cours de ses quatre dernières saisons avec l’Utah. Au cours de la saison 2002-2003, Malone a dépassé Wilt Chamberlain au second rang des meilleurs marqueurs de l'histoire de la NBA avec 36 374 points. Il est devenu un agent libre en 2003, l’année où Stockton avait pris sa retraite. Durant l’époque où Malone et John Stockton jouaient ensemble pour le Jazz (1984-2003), les deux formaient l'un des duos les plus prolifiques de l’histoire de la NBA. Sous l’entraîneur Jerry Sloan, ils ont perfectionné le pick and roll à un degré maximum d’efficacité, le Jazz a régulièrement participé aux playoffs avec un bilan général positif. Malone mène le Jazz à plusieurs saisons de 50 victoires, à l’exception de 1992-1993 (47-35).

### Saison avec les Lakers (2003-2004)
À la fin de la saison 2002-2003, Malone, au terme de son contrat, n'arrive pas à trouver un accord de prolongation avec le propriétaire du Jazz. Le départ à la retraite de John Stockton aidant, Malone décide de quitter l'Utah pour rejoindre les Lakers de Los Angeles de Shaquille O'Neal et Kobe Bryant, pour le salaire minimum, afin d'obtenir le titre qu'il convoite tant. Il est rejoint également par Gary Payton pour former la superteam. Les Lakers ont connu un début de saison tonitruant à 18-3, mais le 21 décembre 2003, Malone a subi une blessure au genou contre les Suns de Phoenix qui l’a forcé à rater 39 matchs. Malone est revenu à la fin de la saison, alors que les Lakers se sont qualifiés aux playoffs avec 56 victoires et la seconde place pour les séries éliminatoires. Lors du premier tour contre les Rockets de Houston, Malone a marqué plus de 10 points sur les 4 matchs, y compris une performance de 30 points et 13 rebonds dans le match 4. Les Lakers ont avancé pour affronter les Spurs de San Antonio en demi-finale de conférence, où Malone a joué un rôle essentiel dans la défense contre Tim Duncan, même s’il n’a pas marqué plus de 13 points pendant la série. Les Lakers ont défait les Spurs en 6 matchs en demi-finale avant de battre les Timberwolves du Minnesota en 6 matchs en finale de conférence pour accéder à la finale NBA. Il a marqué 17 points à deux reprises contre le Minnesota et en moyenne 11,5 points et 8,8 rebonds dans les séries éliminatoires.
La quête de Malone pour remporter un titre NBA a échoué puisque les Lakers ont été défaits en cinq matchs par les Pistons de Détroit dans la finale 2004 de la NBA. Malone s’est foulé le genou droit dans le match 3 et a joué blessé avant de manquer le cinquième et dernier match de la série.

### Agent libre et retraite (2004-2005)

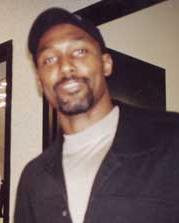
Karl Malone en 2006.

Après sa saison avec les Lakers, Malone est devenu agent libre. Il a subi une chirurgie du genou pendant l’été 2004, et des problèmes personnels avec Kobe Bryant ont incité Malone à ne pas revenir pour une autre saison avec l’équipe des Lakers. Les Knicks de New York ont cherché à signer Malone pour la saison 2004-2005. Au début de février 2005, avant le All-Star Game, l’agent de Malone a spéculé que Malone signerait avec les Spurs de San Antonio. L’entraîneur des Spurs, Gregg Popovich, a confirmé que son équipe était intéressée à signer Malone, s’il décidait de jouer une saison de plus.
Lors d’une conférence de presse le 13 février 2005, au Delta Center, Malone a annoncé officiellement sa retraite de la NBA après 19 saisons.
Même s’il n’a jamais été champion NBA, il a été sélectionné en 1996 parmi les 50 meilleurs joueurs de l’histoire de la ligue. Ses statistiques moyennes en carrière sont de 25,4 points et 10,1 rebonds par match.
Son maillot portant le numéro 32 a été retiré par le Jazz le 23 mars 2006, ainsi que l'élaboration d'une statue de bronze à l'entrée du Delta Center.

### Carrière internationale
En 1984, Malone et Stockton ont tous deux été coupés de l’équipe nationale masculine de basket-ball des États-Unis, mais ont rejoint l’équipe en 1992 au sein de la Dream Team, lorsque les équipes nationales de basket-ball ont accueilli des joueurs de la NBA. Auparavant, seuls les professionnels des ligues, autres que la NBA, étaient autorisés à concourir, ce qui a grandement désavantagé les États-Unis.
La Garde nationale de l’Oregon a fait de Malone un membre honoraire après que l’équipe nationale des États-Unis ait battu l’équipe vénézuélienne, 127-80 dans le match pour la médaille d’or du tournoi de qualification olympique de 1992.
Malone a participé aux Jeux olympiques d’été de 1992 et 1996 et a remporté la médaille d’or avec l’équipe américaine les deux années. Aux Jeux olympiques de 1996, Malone a obtenu en moyenne 8,4 points, 4,5 rebonds et 1,4 passe décisive par match, et a réussi 56,9% des tentatives au tir. En 2010, il a été intronisé au Hall of Fame avec l'ensemble de la Dream Team.

## Clubs successifs
- 1985-2003 :  Jazz de l'Utah.
- 2003-2004 :  Lakers de Los Angeles.

## Statistiques

### Saison régulière
| MVP de la saison |

| Saison        | Équipe        | Matchs | Titul. | Min./m | % Tir | % 3pts | % LF | Rbds/m. | Pass/m. | Int/m. | Ctr/m. | Pts/m. |
| ------------- | ------------- | ------ | ------ | ------ | ----- | ------ | ---- | ------- | ------- | ------ | ------ | ------ |
| 1985-1986     | Utah          | 81     | 76     | 30.6   | .496  | .000   | .481 | 8.9     | 2.9     | 1.3    | 0.5    | 14.9   |
| 1986-1987     | Utah          | 82     | 82     | 34.8   | .512  | .000   | .598 | 10.4    | 1.9     | 1.3    | 0.7    | 21.7   |
| 1987-1988     | Utah          | 82     | 82     | 39.0   | .520  | .000   | .700 | 12.0    | 2.4     | 1.4    | 0.6    | 27.7   |
| 1988-1989     | Utah          | 80     | 80     | 39.0   | .519  | .313   | .766 | 10.7    | 2.7     | 1.8    | 0.9    | 29.1   |
| 1989-1990     | Utah          | 82     | 82     | 38.1   | .562  | .372   | .762 | 11.1    | 2.8     | 1.5    | 0.6    | 31.0   |
| 1990-1991     | Utah          | 82     | 82     | 40.3   | .527  | .286   | .770 | 11.8    | 3.3     | 1.1    | 1.0    | 29.0   |
| 1991-1992     | Utah          | 81     | 81     | 37.7   | .526  | .176   | .778 | 11.2    | 3.0     | 1.3    | 0.6    | 28.0   |
| 1992-1993     | Utah          | 82     | 82     | 37.8   | .552  | .200   | .740 | 11.2    | 3.8     | 1.5    | 1.0    | 27.0   |
| 1993-1994     | Utah          | 82     | 82     | 40.6   | .497  | .250   | .694 | 11.5    | 4.0     | 1.5    | 1.5    | 25.2   |
| 1994-1995     | Utah          | 82     | 82     | 38.1   | .536  | .268   | .742 | 10.6    | 3.5     | 1.6    | 1.0    | 26.7   |
| 1995-1996     | Utah          | 82     | 82     | 38.0   | .519  | .400   | .723 | 9.8     | 4.2     | 1.7    | 0.7    | 25.7   |
| 1996-1997     | Utah          | 82     | 82     | 36.6   | .550  | .000   | .755 | 9.9     | 4.5     | 1.4    | 0.6    | 27.4   |
| 1997-1998     | Utah          | 81     | 81     | 37.4   | .530  | .333   | .761 | 10.3    | 3.9     | 1.2    | 0.9    | 27.0   |
| 1998-1999     | Utah          | 49     | 49     | 37.4   | .493  | .000   | .788 | 9.4     | 4.1     | 1.3    | 0.6    | 23.8   |
| 1999-2000     | Utah          | 82     | 82     | 35.9   | .509  | .250   | .797 | 9.5     | 3.7     | 1.0    | 0.9    | 25.5   |
| 2000-2001     | Utah          | 81     | 81     | 35.7   | .498  | .400   | .793 | 8.3     | 4.5     | 1.1    | 0.8    | 23.2   |
| 2001-2002     | Utah          | 80     | 80     | 38.0   | .454  | .360   | .797 | 8.6     | 4.3     | 1.9    | 0.7    | 22.4   |
| 2002-2003     | Utah          | 81     | 81     | 36.2   | .462  | .214   | .763 | 7.8     | 4.7     | 1.7    | 0.4    | 20.6   |
| 2003-2004     | L.A. Lakers   | 42     | 42     | 32.7   | .483  | .000   | .747 | 8.7     | 3.9     | 1.2    | 0.5    | 13.2   |
| Carrière      | Carrière      | 1476   | 1471   | 37.2   | .516  | .274   | .742 | 10.1    | 3.6     | 1.4    | 0.8    | 25.0   |
| All-Star Game | All-Star Game | 12     | 8      | 20.3   | .542  | –      | .725 | 6.2     | 1.6     | 1.0    | 0.4    | 12.1   |

### Playoffs
| Saison   | Équipe      | Matchs | Titul. | Min./m | % Tir | % 3pts | % LF | Rbds/m. | Pass/m. | Int/m. | Ctr/m. | Pts/m. |
| -------- | ----------- | ------ | ------ | ------ | ----- | ------ | ---- | ------- | ------- | ------ | ------ | ------ |
| 1986     | Utah        | 4      | 4      | 36.0   | .528  | .000   | .423 | 7.5     | 1.0     | 2.0    | .0     | 21.8   |
| 1987     | Utah        | 5      | 5      | 40.0   | .420  | .000   | .722 | 9.6     | 1.2     | 2.2    | .8     | 20.0   |
| 1988     | Utah        | 11     | 11     | 44.9   | .482  | .000   | .723 | 11.8    | 1.5     | 1.2    | .6     | 29.7   |
| 1989     | Utah        | 3      | 3      | 45.3   | .500  | .000   | .813 | 16.3    | 1.3     | 1.0    | .3     | 30.7   |
| 1990     | Utah        | 5      | 5      | 40.6   | .438  | .000   | .756 | 10.2    | 2.2     | 2.2    | 1.0    | 25.2   |
| 1991     | Utah        | 9      | 9      | 42.6   | .455  | .000   | .846 | 13.3    | 3.2     | 1.0    | 1.2    | 29.7   |
| 1992     | Utah        | 16     | 16     | 43.0   | .521  | .000   | .805 | 11.3    | 2.6     | 1.4    | 1.2    | 29.1   |
| 1993     | Utah        | 5      | 5      | 43.2   | .454  | .500   | .816 | 10.4    | 2.0     | 1.2    | .4     | 24.0   |
| 1994     | Utah        | 16     | 16     | 43.9   | .467  | .000   | .738 | 12.4    | 3.4     | 1.4    | .8     | 27.1   |
| 1995     | Utah        | 5      | 5      | 43.2   | .466  | .333   | .692 | 13.2    | 3.8     | 1.4    | .4     | 30.2   |
| 1996     | Utah        | 18     | 18     | 40.3   | .469  | .000   | .574 | 10.3    | 4.4     | 1.9    | .6     | 26.5   |
| 1997     | Utah        | 20     | 20     | 40.8   | .435  | .500   | .720 | 11.4    | 2.9     | 1.4    | .8     | 26.0   |
| 1998     | Utah        | 20     | 20     | 39.8   | .471  | .000   | .788 | 10.9    | 3.4     | 1.1    | 1.0    | 26.3   |
| 1999     | Utah        | 11     | 11     | 41.0   | .417  | .000   | .791 | 11.3    | 4.7     | 1.2    | .7     | 21.8   |
| 2000     | Utah        | 10     | 10     | 38.6   | .520  | 1.000  | .810 | 8.9     | 3.1     | .7     | .7     | 27.2   |
| 2001     | Utah        | 5      | 5      | 39.8   | .405  | .500   | .796 | 8.8     | 3.4     | 1.0    | .8     | 27.6   |
| 2002     | Utah        | 4      | 4      | 40.8   | .411  | .000   | .714 | 7.5     | 4.5     | .8     | .8     | 20.0   |
| 2003     | Utah        | 5      | 5      | 38.2   | .405  | .000   | .732 | 6.8     | 4.0     | 1.6    | .4     | 19.6   |
| 2004     | L.A. Lakers | 21     | 21     | 38.0   | .450  | .000   | .630 | 8.8     | 3.4     | 1.1    | .1     | 11.5   |
| Carrière | Carrière    | 193    | 193    | 38.0   | .463  | .162   | .736 | 10.7    | 3.2     | 1.3    | .7     | 24.7   |

## Palmarès et Distinctions

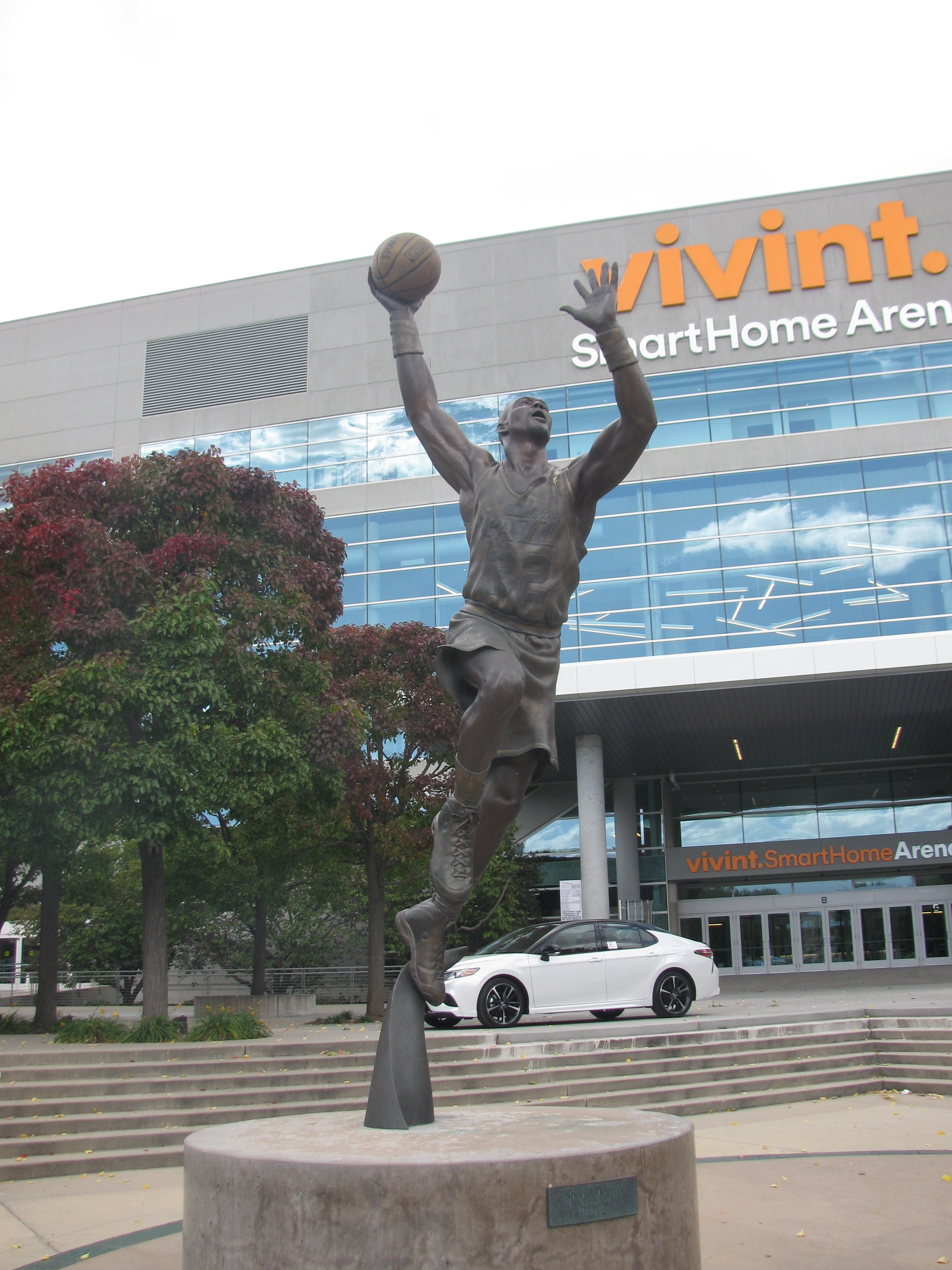
Statue de Karl Malone devant la Vivint Smart Home Arena.

### En sélection nationale
- Médaille d'or aux Jeux olympiques d'été de 1992 et aux Jeux olympiques d'été de 1996.

### En NBA
- 2 × Finales NBA contre les Bulls de Chicago : 1997 et 1998 avec le Jazz de l'Utah.
- 1 × Finales NBA contre les Pistons de Détroit : 2004 avec les Lakers de Los Angeles.
- 2 × Champion de la Conférence Ouest : 1997 et 1998 avec le Jazz de l'Utah.
- 1 × Champion de la Conférence Ouest : 2004 avec les Lakers de Los Angeles.
- 5 × Champion de la Division Midwest : 1989, 1992, 1997, 1998 et 2000 avec le Jazz de l'Utah.
- 1 × Champion de la Division Pacifique : 2004 avec les Lakers de Los Angeles.

### Distinctions personnelles
- 2 × NBA Most Valuable Player de la saison régulière : 1997 et 1999[35].
- 11 × All-NBA First Team de 1989 à 1999.
- 2 × All-NBA Second Team : 1988 et 2000.
- 1 × All-NBA Third Team : 2001.
- 3 × NBA All-Defensive First Team de 1997 à 1999[36].
- 2 × NBA All-Star Game Most Valuable Player Award : 1989 et 1993 (avec John Stockton)[37].
- 14 × Sélectionné au NBA All-Star Game (il n'en a joué que 12)[38].
- 1 × Rookie du mois de la NBA : décembre 1985.
- 6 × Joueur du mois de la NBA : janvier 1990, décembre 1990, avril 1995, mars 1997, février 1998 et novembre 2000.
- 1 × Joueur ayant la meilleure efficacité sur le terrain (Player Efficiency Rating) : 1997 (28,9)[39].
- Troisième meilleur marqueur NBA en carrière (36 928) (derrière Lebron James et Kareem Abdul-Jabbar)[40].
- Recordman du nombre de lancer-franc inscrits en carrière avec 9 787 à 74,21 % de réussite[41].
- Joueur ayant pris le plus grand nombre de rebonds défensifs en carrière (11 406), jusqu'à ce que Kevin Garnett le dépasse le 11 décembre 2015[42].
- 2 × Joueur ayant pris le plus grand nombre de rebonds défensifs : 1991 (731), et 1995 (715)[43].
- Joueur ayant perdu le plus de ballons (turnovers) en carrière (4 524)[44].
- 1 × Joueur ayant perdu le plus de ballons (turnovers) : 1988 (325)[45].
- Joueur ayant tenté le plus de lancer franc en carrière (13 188)[46].
- 8 × Joueur ayant réussi le plus de lancer franc : 1989 (703), 1990 (696), 1991 (684), 1992 (673), 1993 (619), 1997 (521), 1998 (628) et en 1999 (321)[47].
- 7 × Joueur ayant tenté le plus de lancer franc : 1989 (918), 1990 (913), 1991 (888), 1992 (865), 1993 (836), 1997 (690) et en 1998 (825)[48].
- IBM Award en 1998[réf. nécessaire].
- Sélectionné parmi les Meilleurs joueurs du cinquantenaire de la NBA en 1996.
- Élu au Naismith Memorial Hall of Fame en 2010[49].
- Son maillot, le no 32 a été retiré par le Jazz de l'Utah.
- Recordman historique du Jazz de l'Utah au nombre de points (36 377), rebonds (14 601), minutes jouées (53 749), paniers tentés (25 810), paniers réussis (9 622), lancers francs tentés (12 965) et lancers francs réussis (9 622)[50].
- Ses records en carrière : 61 points, 11 rebonds offensifs, 18 défensifs, 23 rebonds, 10 passes décisives, 7 interceptions, 5 contres et 57 minutes jouées.

## Records sur une rencontre en NBA
Les records personnels de Karl Malone en NBA sont les suivants :
| Record de la franchise |

| Type de statistique        | Saison régulière | Saison régulière         | Saison régulière | Playoffs | Playoffs                    | Playoffs      |
| Type de statistique        | Record           | Adversaire               | Date             | Record   | Adversaire                  | Date          |
| -------------------------- | ---------------- | ------------------------ | ---------------- | -------- | --------------------------- | ------------- |
| Points                     | 61               | Bucks de Milwaukee       | 27 janvier 1990  | 50       | SuperSonics de Seattle      | 22 avril 2000 |
| Paniers marqués            | 22               | @ Hornets de Charlotte   | 22 décembre 1989 | 18       | SuperSonics de Seattle      | 22 avril 2000 |
| Paniers tentés             | 34               | @ Nuggets de Denver      | 6 janvier 1990   | 32       | SuperSonics de Seattle      | 22 avril 2000 |
| Paniers à 3 points réussis | 2                | 4 fois                   | 4 fois           | 1        | 6 fois                      | 6 fois        |
| Paniers à 3 points tentés  | 3                | 5 fois                   | 5 fois           | 2        | 4 fois                      | 4 fois        |
| Lancers francs réussis     | 20               | 2 fois                   | 2 fois           | 22       | @ Clippers de Los Angeles   | 3 mai 1992    |
| Lancers francs tentés      | 28               | Heat de Miami            | 8 janvier 1996   | 24       | @ Clippers de Los Angeles   | 3 mai 1992    |
| Rebonds offensifs          | 11               | Warriors de Golden State | 29 mars 1994     | 11       | Warriors de Golden State    | 29 avril 1989 |
| Rebonds défensifs          | 18               | 2 fois                   | 2 fois           | 17       | Trail Blazers de Portland   | 11 mai 1991   |
| Rebonds totaux             | 23               | Warriors de Golden State | 29 mars 1994     | 22       | Warriors de Golden State    | 29 avril 1989 |
| Passes décisives           | 10               | 7 fois                   | 7 fois           | 9        | Kings de Sacramento         | 8 mai 1999    |
| Interceptions              | 7                | 4 fois                   | 4 fois           | 6        | @ Trail Blazers de Portland | 1er mai 1996  |
| Contres                    | 5                | 5 fois                   | 5 fois           | 5        | Clippers de Los Angeles     | 4 mai 1992    |
| Balles perdues             | 10               | 2 fois                   | 2 fois           | 7        | 6 fois                      | 6 fois        |
| Minutes jouées             | 57               | Bulls de Chicago         | 3 février 1992   | 51       | @ Trail Blazers de Portland | 26 mai 1992   |

## Style de jeu et personnalité
Il était un défenseur physique et un bon rebondeur, et l’un des joueurs les plus endurant dans la NBA. Il a maintenu un haut niveau de jeu, même à l’âge de 40 ans, devenant le plus vieux joueur à réaliser un triple-double et être titulaire dans un match de finale NBA. L’éthique de travail de Malone s’est illustrée dans ses années de formation en NBA, quand il a augmenté son pourcentage de tir aux lancers francs de moins de 50% à 75%.
Plus de 1 476 matchs de la NBA (4e de tous les temps), et 1 471 titularisations (record NBA), Malone a marqué 36 928 points (25,0 par match), troisième meilleur marqueur de tous les temps. Son pourcentage élevé a bénéficié de trois facteurs, à savoir, l’attaque pick and roll, sa puissance physique, lui permettant de dominer la plupart des défenseurs, et sa capacité à courir sur le terrain, lui permettant de convertir les contre-attaques. Malone a capté 10,1 rebonds et réalisé 1,41 interception de moyenne par match pour sa carrière. De plus, Malone a joué 1 412 matchs avec Stockton, le plus gros total pour deux joueurs de la même équipe, et manqué seulement dix matchs sur 1 444 possibles pendant sa carrière avec le Jazz (trois à cause de suspension).

## Vie privée
Il est le père du joueur de football américain Demetrius Bell et de la basketteuse Cheryl Ford.

## Divers
Il a créé une société de fret qui compte dix camions.

## Pour approfondir